# Green Mamba F.C.
Green Mamba là một câu lạc bộ bóng đá đến từ Simunye, Eswatini. Đội có 2 lần thi đấu ở CAF Champions league, vào năm 2001 trước Zanaco và Ferraviaro và năm 2012 ở Zimbabwe trước FC Platinum.

## Thành tích
- Giải bóng đá ngoại hạng Eswatini: 3

2011, 2019, 2022.
- Cúp bóng đá Eswatini: 2

2004, 2012.
- Cúp Từ thiện Swazi: 0

## Thành tích ở các giải đấu CAF
- CAF Champions League: 1 lần

2012 –
Bản mẫu:Giải bóng đá ngoại hạng Eswatini